# Laura Spector
Pour les articles homonymes, voir Spector.
Laura Spector est une biathlète américaine, née le 30 octobre 1987 à Pittsfield.

## Biographie
D'origine juive, elle grandit dans une ferme à Lenox, puis découvre le biathlon à l'âge de quatorze ans à Lake Placid. Passionnée par ce sport, elle se commence la pratique avec le lycée de Green Mountain Valley qui dispose d'un entraîneur spécialisé, puis rejoint l'équipe nationale junior à Grand Rapids. Après cette période, elle combine la pratique du biathlon avec ses études de génétique au Dartmouth College. L'alliance des deux activités est parfois difficile pour elle, qui contracte la mononucléose lors de sa première année d'études.
Elle fait ses débuts internationaux au niveau junior en 2005. Son meilleur résultat chez les juniors est une neuvième place aux Championnats du monde jeunesse en 2006 sur le sprint.
En décembre 2008, elle apparaît pour la première fois en Coupe du monde, à l'occasion de l'étape d'Östersund, là où même, elle a pris part aux Championnats du monde sénior plus tôt dans l'année, alors encore dans les rangs juniors. 
Aux Championnats du monde 2009 à Pyongyang, elle est notamment 10e du relais.
Aux Jeux olympiques d'hiver de 2010, elle est 64e de l'individuel, 76e du sprint et 16e du relais.
Lors de la saison 2010-2011, elle marque ses premiers points en Coupe du monde, son meilleur résultat étant une 19e place au sprint d'Oberhof cet hiver.
Laura Spector dispute sa dernière saison internationale en 2011-2012.

## Palmarès

### Jeux olympiques
| Épreuve / Édition              | Individuel | Sprint | Poursuite | Départ en masse | Relais |
| Jeux olympiques 2010 Vancouver | 64e        | 76e    | —         | —               | 16e    |

- — : N'a pas participé à l'épreuve.

### Coupe du monde
- Meilleur classement général : 53e en 2011.
- Meilleure performance individuelle : 19e.

#### Différents classements en Coupe du monde
| Année     | Classement général final | Sprint | Poursuite | Individuel | Mass start |
| 2010-2011 | 53e                      | 50e    | -         | 50e        | 36e        |